# Marion Fairfax
Marion Fairfax, nata Marion Neiswanger (Richmond, 24 ottobre 1875 – Los Angeles, 2 ottobre 1970), è stata una sceneggiatrice, commediografa, montatrice, attrice e regista statunitense che, proveniente dal teatro, lavorò per il cinema all'epoca del muto.
Era sposata con l'attore Tully Marshall.

## Biografia
Marion Fairfax iniziò la sua carriera come attrice. Nei primi anni del Novecento, apparve anche in alcune produzioni di Broadway, dove furono rappresentati alcuni suoi lavori teatrali e dove lavorò anche come regista.

## Filmografia

### Sceneggiatrice
- The Chorus Lady, regia di Frank Reicher (1915)
- Mr. Grex of Monte Carlo, regia di Frank Reicher (1915)
- The Immigrant, regia di George Melford (1915)
- Tennessee's Pardner, regia di George Melford (1916)
- The Blacklist, regia di William C. deMille (1916)
- The Sowers, regia di William C. deMille e Frank Reicher (1916)
- The Clown, regia di William C. de Mille (1916)
- Common Ground, regia di William C. de Mille (1916)
- Anton the Terrible, regia di William C. de Mille (1916)
- The Chaperon, regia di Arthur Berthelet (1916)
- The Primrose Ring, regia di Robert Z. Leonard (1917)
- Freckles, regia di Marshall Neilan (1917)
- The Crystal Gazer, regia di George H. Melford (1917)
- Hashimura Togo, regia di William C. de Mille (1917)
- On the Level, regia di George Melford (1917)
- The Secret Game, regia di William C. de Mille (1917)
- The Widow's Might, regia di William C. de Mille (1918)
- Sospetto tragico (The Honor of His House), regia di William C. deMille (1918)
- The White Man's Law, regia di James Young (1918)
- Less Than Kin, regia di Donald Crisp (1918)
- The Mystery Girl, regia di William C. de Mille (1918)
- The Secret Garden, regia di G. Butler Clonebaugh (1919)
- You Never Saw Such a Girl, regia di Robert G. Vignola (1919)
- The Roaring Road, regia di James Cruze (1919)
- The Woman Next Door, regia di Robert G. Vignola (1919)[2]
- Putting It Over, regia di Donald Crisp (1919)
- A Daughter of the Wolf, regia di Irvin Willat (1919)
- Love Insurance, regia di Donald Crisp (1919)
- The Valley of the Giants, regia di James Cruze (1919)
- The River's End, regia di Victor Heerman, Marshall Neilan (1920)
- Don't Ever Marry, regia di Victor Heerman, Marshall Neilan (1920)
- Go and Get It, regia di Marshall Neilan, Henry Roberts Symonds (1920)
- Dinty, regia di John McDermott e Marshall Neilan (1920)
- The Mad Marriage, regia di Rollin S. Sturgeon (1921)
- Bob Hampton of Placer, regia di Marshall Neilan (1921)
- Through the Back Door, regia di Alfred E. Green, Jack Pickford (1921)
- The Lotus Eater, regia di Marshall Neilan (1921)
- Sherlock Holmes, regia di Albert Parker (1922)
- The Lying Truth, regia di Marion Fairfax (1922)
- Fools First, regia di Marshall Neilan (1922)
- The Snowshoe Trail, regia di Chester Bennett (1922)
- Una donna di qualità (A Lady of Quality), regia di Hobart Henley (1924)
- Torment, regia di Maurice Tourneur (1924)
- Amore di domani, regia di John Francis Dillon (1924)
- As Man Desires, regia di Irving Cummings (1925)
- Il mondo perduto (The Lost World), regia di Harry O. Hoyt (1925)
- The Talker, regia di Alfred E. Green (1925)
- Clothes Make the Pirate, regia di Maurice Tourneur (1925)
- Old Loves and New, regia di Maurice Tourneur (1926)
- The Blonde Saint, regia di Svend Gade (1926)

### Montatrice
- Painted People, regia di Clarence G. Badger - editorial director (1924)
- Il mondo perduto (The Lost World), regia di Harry O. Hoyt - direzione del montaggio (1925)